# Peyu
Lluís Jutglar Calvés, född 5 augusti 1986 i Les Masies de Voltregà, känd under artistnamnet Peyu, är en katalansk komiker. Han är har uppmärksammats för sina framträdanden i radio, tv och teater.

## Karriär
Vid 16 års ålder skapade Peyu sin första humorföreställning tillsammans med Roger Codina, med titeln Kisca, kisca. Han medverkade i tv-program som Piscina comunitària (2009) och Working (2009) på Canal Català. Han är en radioprofil som började sin karriär i programmet El matí i la mare que el va parir (ungefärligen: ”Morgonen, och herregud en sån morgon”) på Ràdio Flaixbac, därefter i Fricandó matiner på RAC 105 och i Versió RAC 1 med Toni Clapés. Han har även medverkat i andra program som La tribu (2014) och El suplement på Catalunya Ràdio (2012–2013).
När Peyu studerade audiovisuell kommunikation vid Universidad Autónoma de Barcelona tog han även en kurs i dubbning på Escola Superior d'Art Dramàtic Eòlia. Han har dubbat några karaktärer till katalanska, bland annat kung Artur i Shrek den tredje, och han deltog även i dubbningen av Indiana Jones och Kristalldödskallens rike.
Ett av hans mest kända skämt gjorde Peyu på RAC 105, då han ringde till Guardia Civil för att meddela att han hade en estelada (katalansk självständighetsflagga) hängande på sin balkong. Stor spridning fick också en video han skapade där han jämförde Spanien med ett bordell, med titeln "La puta i la Ramoneta". I samband med den debatt som uppstod inför valet till Kataloniens parlament 2015 gjorde han ytterligare en video riktad till Banco Sabadell, som också den blev viral på nätet.